# BMW serije 8
BMW serije 8  je luksuzni 2+2 coupe koji se proizvodio od 1989. do 1999. godine, zamijenio je seriju 6.

## Prva generacija
Serija 8 je bio velik pothvat za BMW. Mnogo je novca uloženo i koristila su se razna elektronička pomagala poput CAD programa. Prodan je u 31 062 primjerka, a najveći uzrok toga je nepovoljna ekonomska situacija u svijetu zbog Perzijskog zaljevskog rata i krize energenata.
Modeli su bili 830i, 840i, 840 Ci, 850i, 850Ci. Najjači model je BMW 850CSi.